# TagAZ
TagAZ (ros. Таганро́гский автомоби́льный заво́д, w skrócie ТагАЗ; Taganrogskij Awtomobilnyj Zawod) – rosyjskie przedsiębiorstwo branży motoryzacyjnej zajmujące się produkcją samochodów. Siedziba przedsiębiorstwa mieści się w Taganrogu. Na podstawie umowy z Daewoo rozpoczęto w 1997 roku budowę fabryki, a 12 września 1998 roku odbyło się otwarcie zakładu. 21 stycznia 2014 roku fabryka ogłosiła upadłość. Zakłady produkowały m.in. modele Daewoo pod marką Doninvest, modele Chery pod marką Vortex, a także samochody pod marką TagAZ, Hyundai oraz BYD.

## Produkcja samochodów
- 1999 – 586 sztuk
- 2000 – 298
- 2003 – 3810
- 2004 – 25 602
- 2005 – 45 417
- 2006 – 55 900
- 2007 – 79 620
- 2008 – 106 322
- 2009 – 29 240
- 2010 – 25 166
- 2011 – 30 551

## Galeria

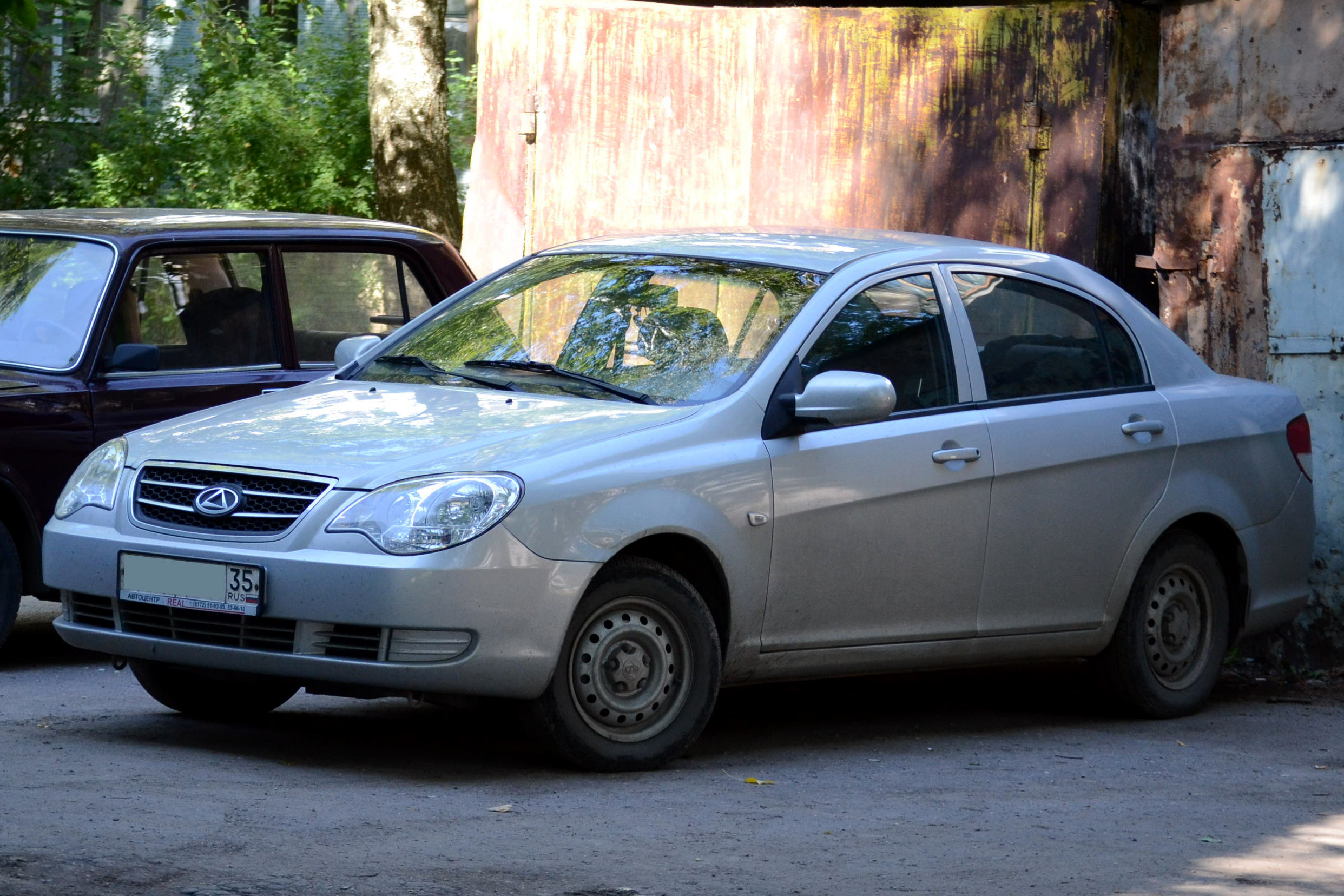
TagAZ Vega
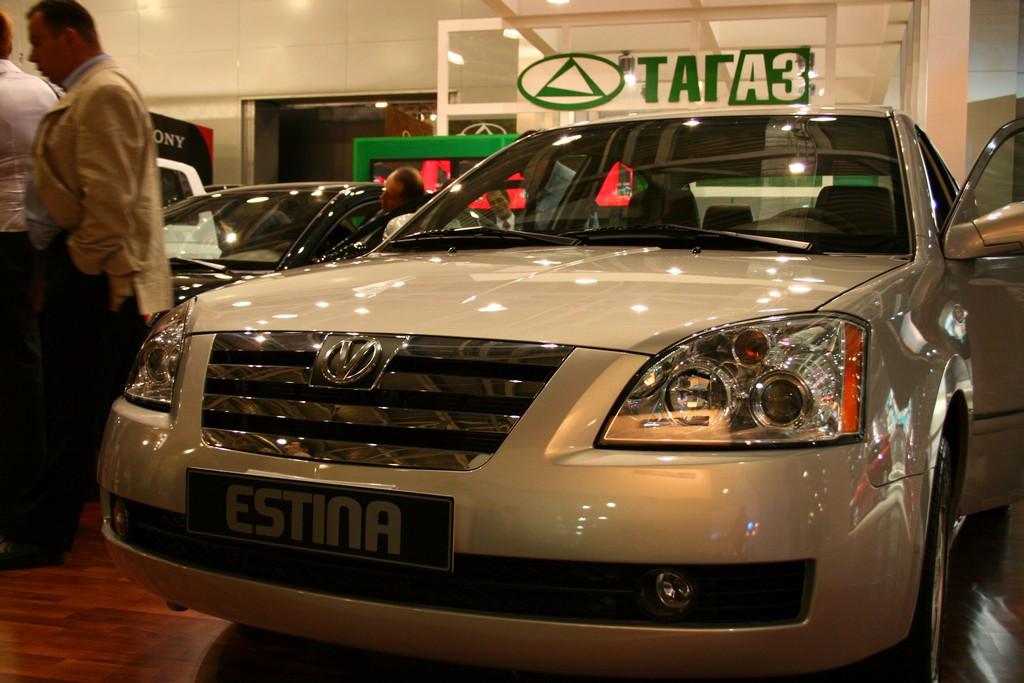
Vortex Estina
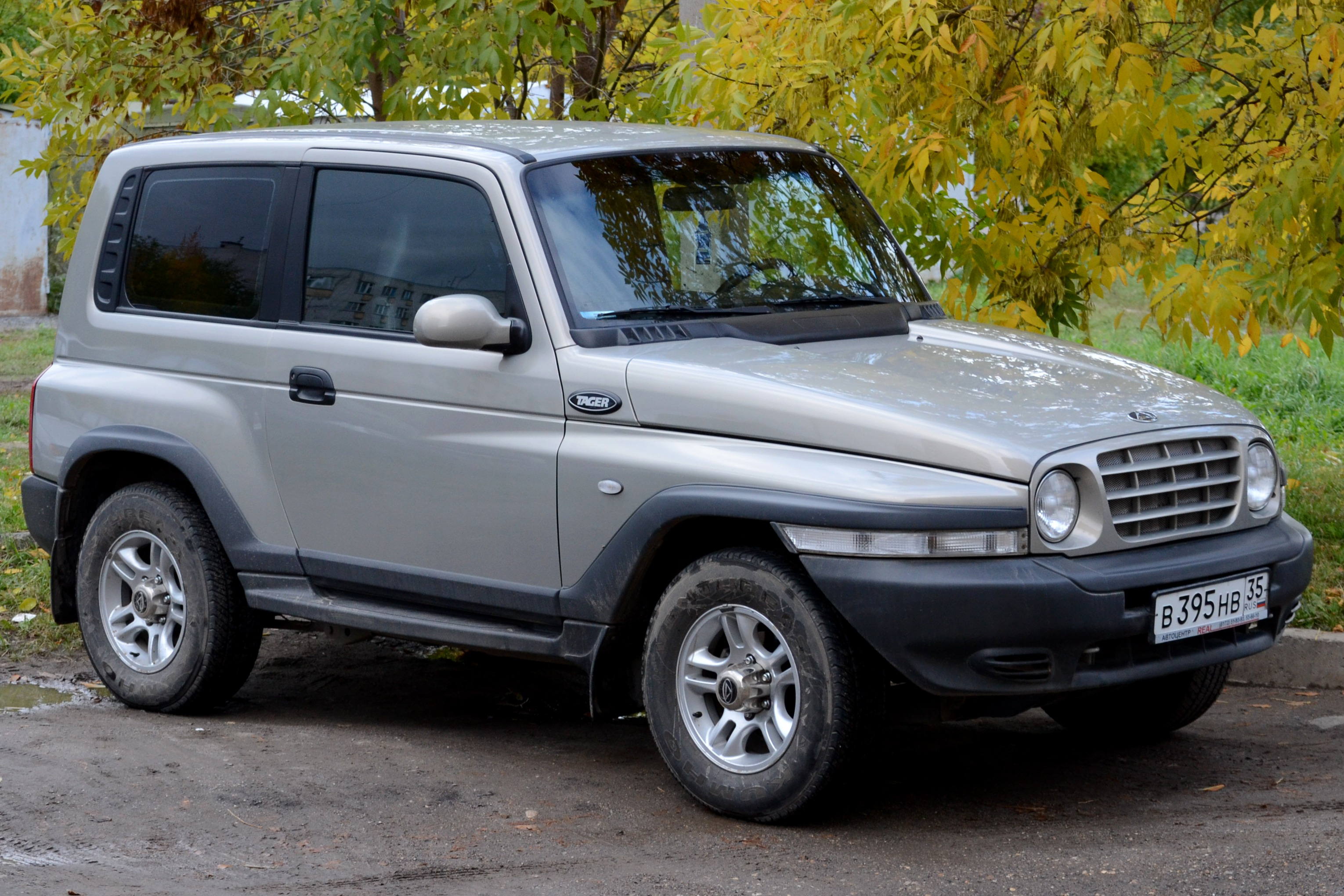
TagAZ Tager
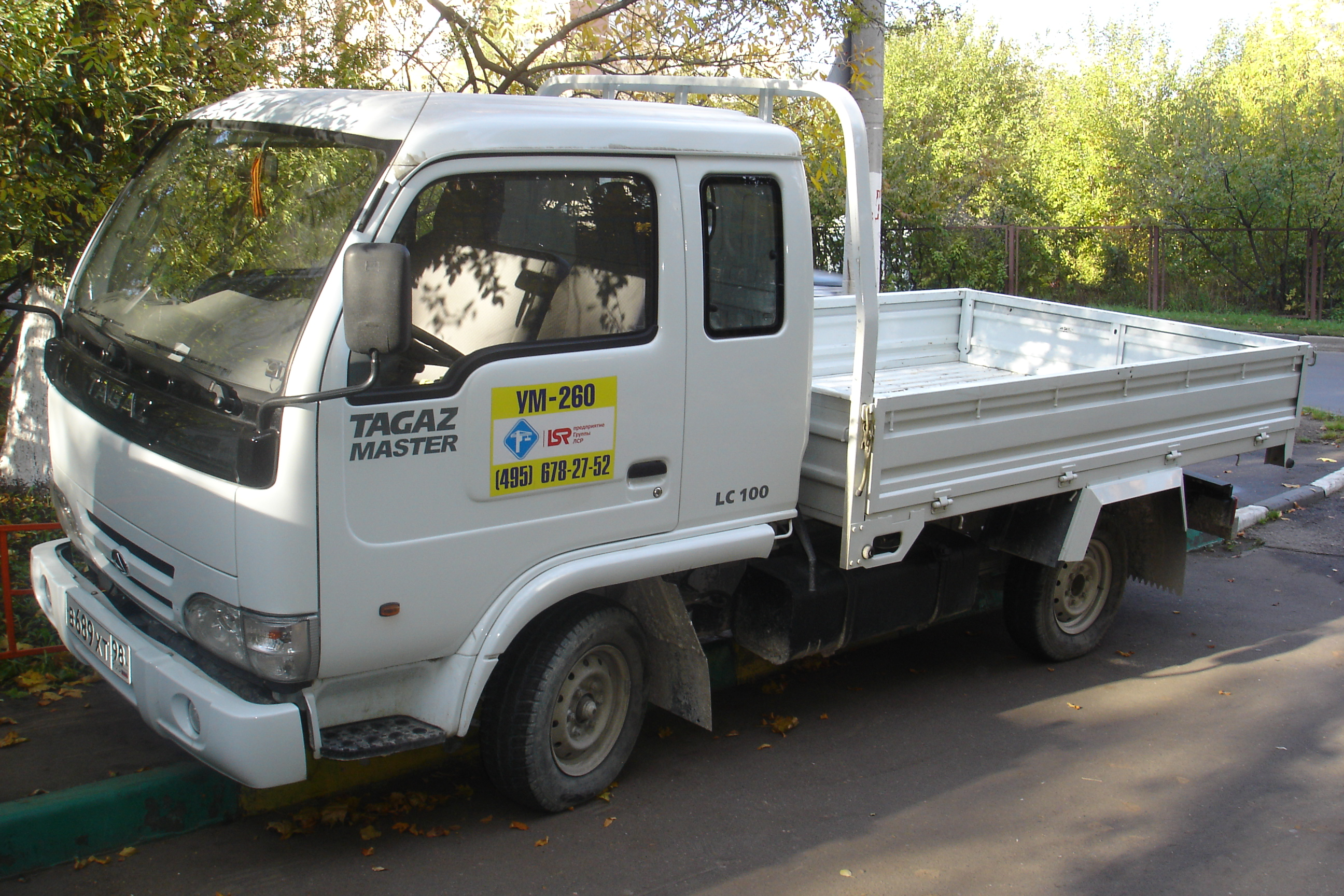
TagAZ Master